# Naissance en 1114
Naissance
- 1110
- 1111
- 1112
- 1113
- 1114
- 1115
- 1116
- 1117
- 1118

Cette page dresse une liste de personnalités nées au cours de l'année 1114 :
- Al-Suhayli, écrivain, juriste et saint de Marrakech.
- Bhāskara II, mathématicien et astronome indien.
- Bérenger-Raimond de Provence, comte de Provence, vicomte de Gévaudan, de Carlat et de Millau.
- Berthe de Bretagne, ou Berthe de Cornouaille, duchesse de Bretagne.
- Fujiwara no Shunzei, poète et aristocrate japonais.
- Guigues II le Chartreux, 9e prieur de la Grande Chartreuse.
- Boris Kalamanos, prétendant au trône hongrois.
- Li Tao, historien du monde chinois.
- Ranulf du Merle, baron normand.

date incertaine (vers 1114)
- Gérard de Crémone, écrivain et traducteur italien.
- Mór Ní Tuathail (en), reine consort de Leinster (Irlande).
- Thierry VI de Hollande, comte de Hollande.

## Crédit d'auteurs
- Cet article est partiellement ou en totalité issu de l'article intitulé « 1114 » (voir la liste des auteurs).